# بانک بی‌ام‌سی‌ای
بانک بی‌ام‌سی‌ای (فرانسوی: Banque Marocaine du Commerce Extérieur‎) شرکت خدمات مالی و بانکداری مراکشی است، که بخش اعظم از سهام آن متعلق به عثمان بن جلون می‌باشد، که هم‌اکنون به عنوان مدیر عامل اجرایی این بانک فعالیت می‌کند.
این بانک در سال ۱۹۵۹ توسط دولت مراکش تأسیس شد و در حال حاضر مالک شبکه‌ای از ۵۰۰ شعبه بانک در مراکش و کشورهای فرانسه، اسپانیا، بریتانیا، جمهوری خلق چین، ایتالیا، آلمان، بلژیک و هلند می‌باشد. شعبه مرکزی این بانک در شهر کازابلانکا، مراکش قرار دارد و بخشی از سهام آن در بازار بورس کازابلانکا معامله می‌شود.